# Vraní oko čtyřlisté
Vraní oko čtyřlisté (Paris quadrifolia) je vytrvalá jedovatá bylina z čeledi kýchavicovité (Melanthiaceae). Starší taxonomické systémy ho řadily do čeledi triliovité (Triliaceae), popř. do liliovitých v širokém pojetí (Liliaceae s.l.).

## Synonyma
- Paris trifolia Renault, 1804 (nom. nud.)

## Vzhled

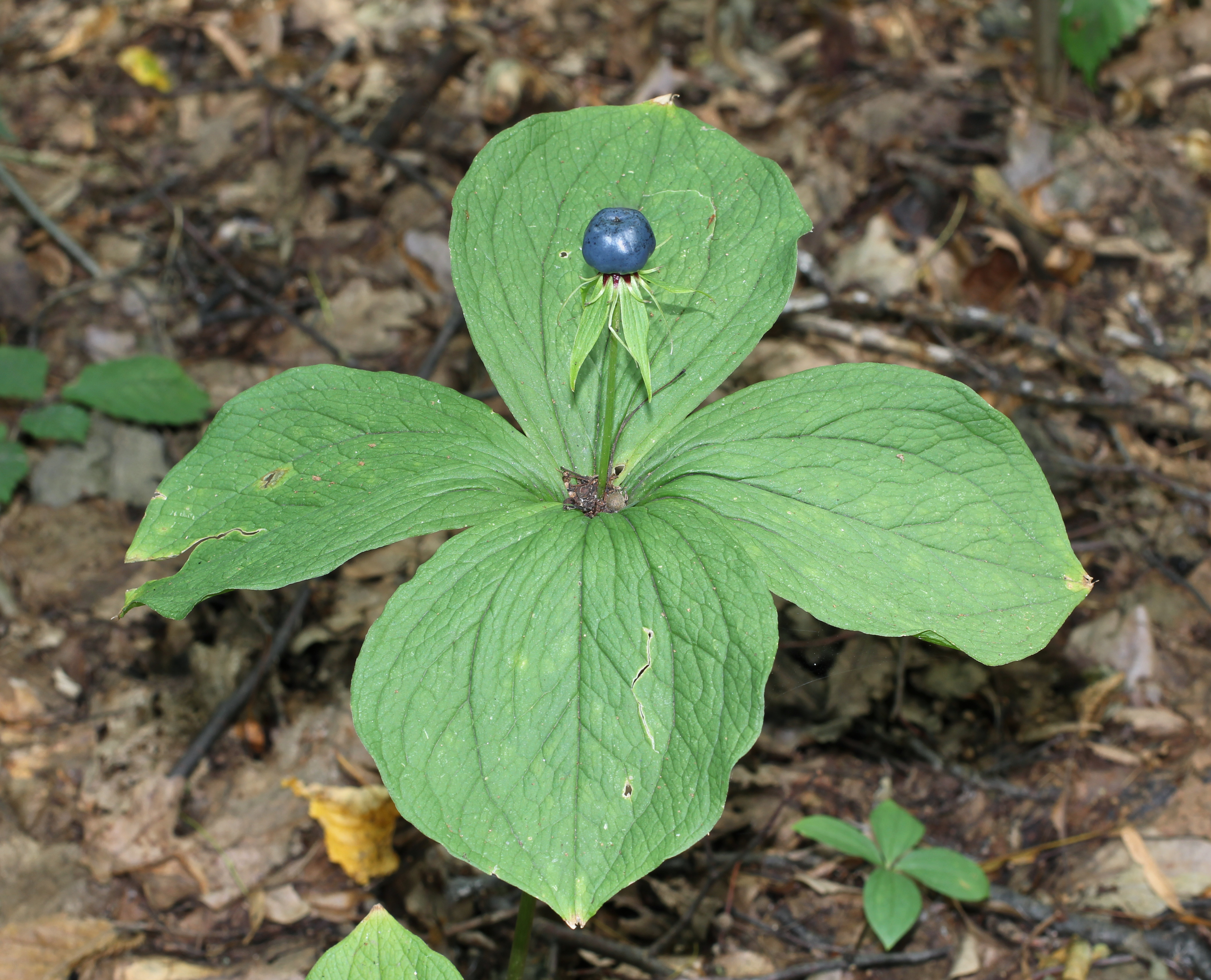
Plodící vraní oko čtyřlisté

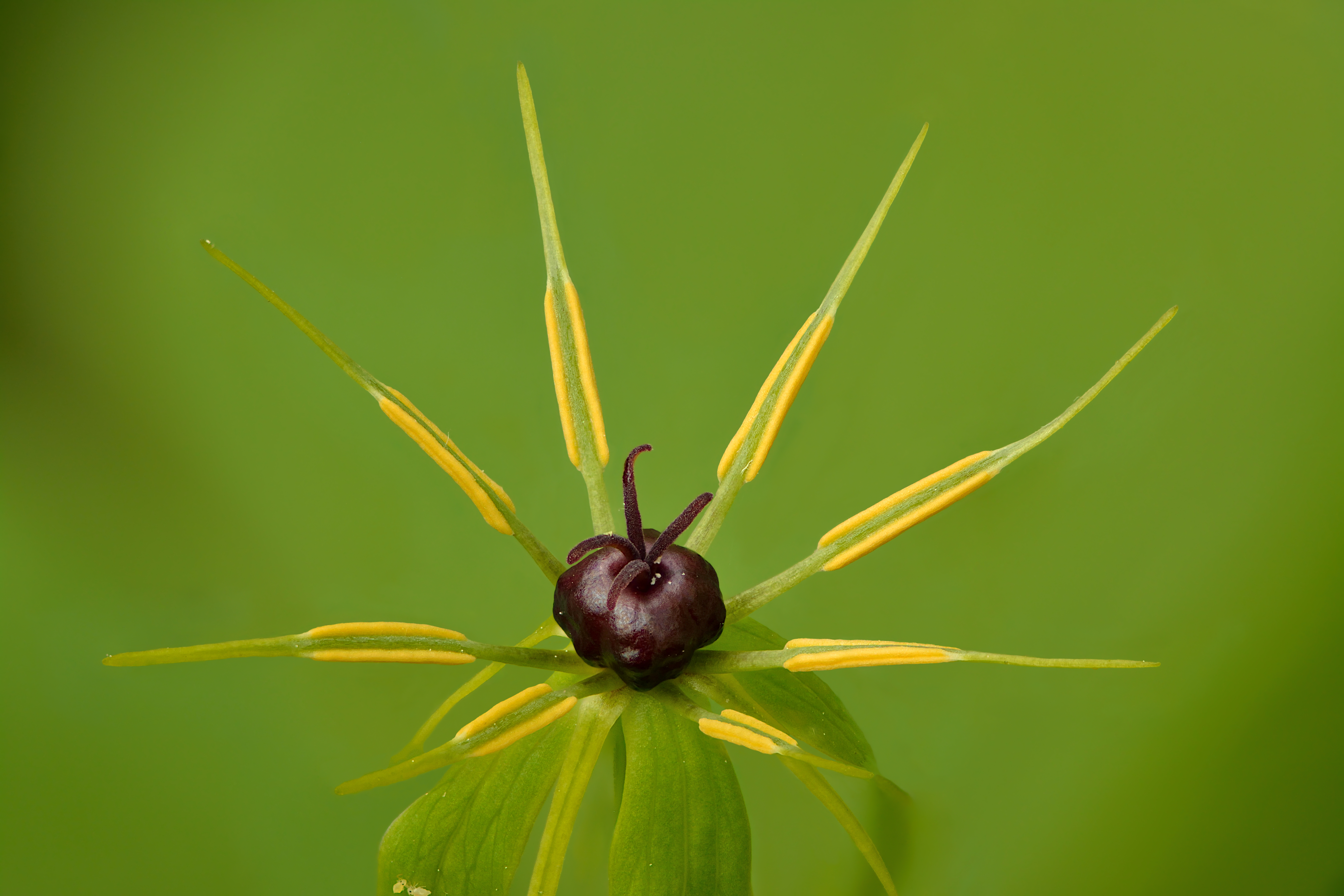
Květ

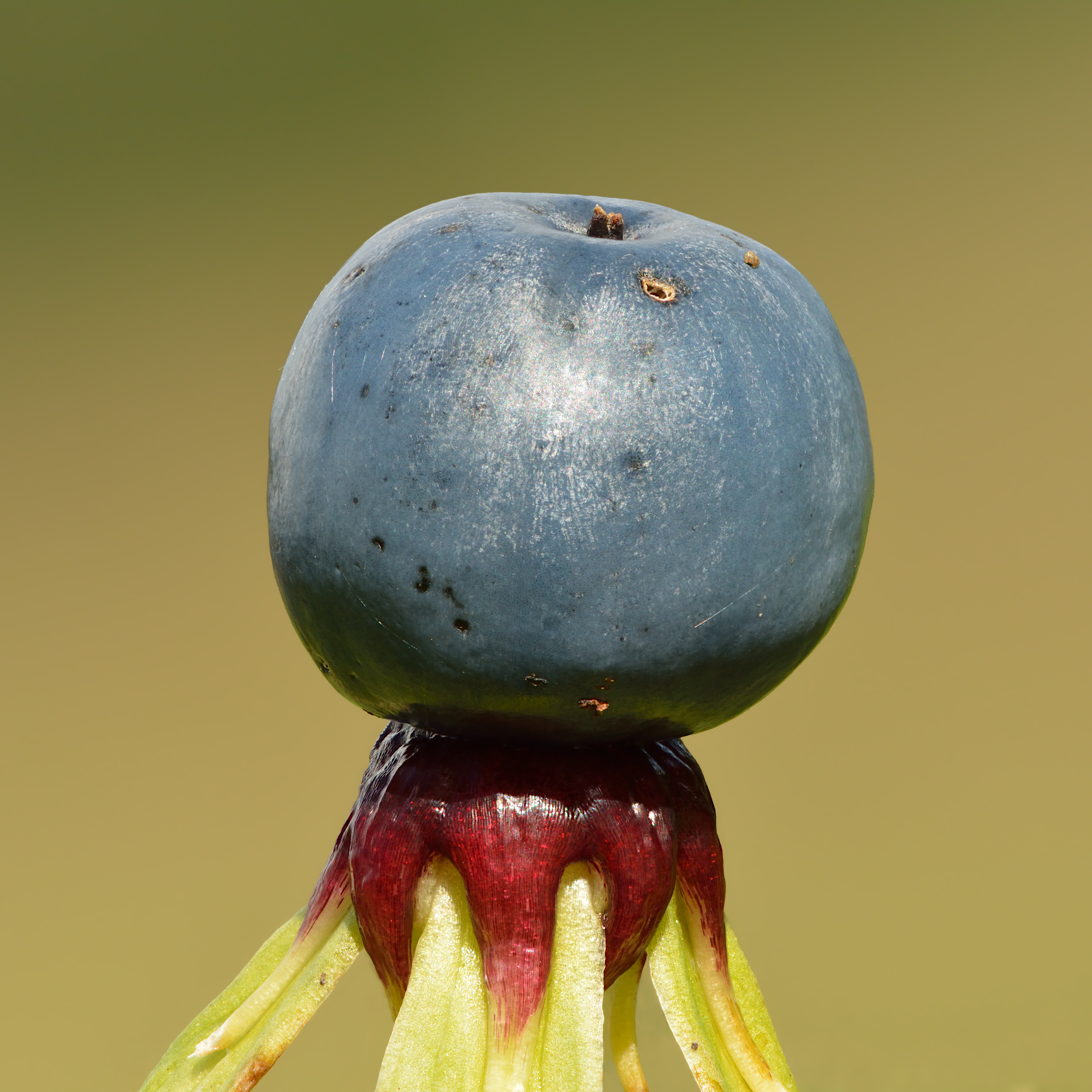
Plod

Jde o vytrvalou, až 40 cm vysokou bylinu s plazivým oddenkem a vzpřímenou nevětvenou lodyhou. Listy jsou široké, elipsovitě kopinaté, lysé, se síťovitou žilnatinou, většinou v jediném čtyřčetném přeslenu.
Kvete v dubnu, květnu či červnu. Květy jsou zpravidla čtyřčetné a rostou jednotlivě na dlouhých stopkách. Plodem je jedovatá, kulatá černá bobule.

## Výskyt
Roste ve vlhčích listnatých a smíšených lesích. Vyskytuje se v mírném pásu Evropy, v Asii a v mírném pásu západní Sibiře.

## Obsahové látky

### Kyseliny
- kyselina citronová

### Aminokyseliny
- L-asparagin

### Estery
- paridol

### Saponiny
- paridin
- paristyfnin
- pennogenin

- 1-dehydrotrillenogenin

### Steroidy
- ekdysteron

## Jedovatost a otravy
Hlavní jedovatou substancí jsou saponiny paristyfnin a paridin. Jde o prudké jedy, ale v trávicím traktu se špatně vstřebávají. Chuť bobulí je víceméně odporná a rostlina nepříjemně zapáchá, takže otravy jsou vzácné i u dětí.

## Použití
Extrakt se používá jako součást některých homeopatických přípravků.

## Původ jména
Vědecké rodové jméno Paris je odvozen od jména rozhodčího ve sporu mezi Athénou, Hérou a Afrodité, Parida (nom. sg. Paris). Paridovo jablko zde zastupuje plod vraního oka.